# Климент (Вечеря)
Митрополит Кли́мент (16 серпня 1977 , Київ ) — архієрей УПЦ МП. Митрополит Ніжинський і Прилуцький УПЦ МП., постійний член синоду УПЦ МП. Противник незалежної української церкви, фігурант центру Миротворець.

## Життєпис
1994 року вступив до Київського національного університету на біологічний факультет, який закінчив у 1999. 2000 року закінчив Київську духовну семінарію і був зарахований до Київської духовної академії. Висвячений у сан ієродиякона, 2003 — у сан ієромонаха.
Після закінчення КНУ вступив до Київського Свято-Троїцького монастиря (1999), призначений наглядачем Звіринецьких печер. 21 квітня 2001 — диякон. Керуючий справами Свято-Троїцького монастиря УПЦ МП. 2002 — пострижений в інока з іменем Климент, на честь мученика Климента Римського. 4 листопада 2003 — став ієромонахом. 8 грудня — пострижений в мантію. 2004 — ігумен.
У 2000 р. закінчив Київську духовну семінарію і був зарахований до Київської духовної академії.
21 квітня 2001 р. рукоположений в сан диякона. Згодом призначений керуючим справами Свято-Троїцького Іонинського монастиря.
У 2002 р. — прийняв іноцтво з іменем Климент, на честь священномученика Климента Римського.
4 листопада 2003 р. був рукоположений у пресвітера.
8 грудня того ж року пострижений в мантію (малу схиму).
2005—2008 рр.— намісник Спасо-Преображенського чоловічого монастиря в с. Нещерів (Київська єпархія).
У 2007 р. — кандидат богослов'я (КДАіС).
2008 р. — проректор з навчальної роботи Київської духовної академії та семінарії. Цього ж року зведений у сан архімандрита.
20 липня 2012 р. обраний єпископом Ірпінським, вікарієм Київської митрополії УПЦ (журнал № 64).
21 липня у храмі на честь Всіх святих столичного Свято-Пантелеімонівського жіночого монастиря у Феофанії відбулося наречення архімандрита Климента у єпископа Ірпінського.
3 вересня 2013 р. — голова Календарної комісії УПЦ. 25 вересня — керуючий Східним вікаріатством м. Києва.
26 грудня 2013 р. призначений членом Синодальної біблійно-богословської комісії та колегії Координаційного центру з розвитку богословської науки в Московському патріархаті, замінивши там представника від України архімандрита Кирила (Говоруна), який, на думку деяких ЗМІ, «зайняв неправильну позицію по українському питанню».
16 вересня 2014 р. рішенням синоду УПЦ МП призначений головою синодального інформаційного відділу УПЦ МП. 29 вересня митрополитом Київським і всієї України (за версією УПЦ МП) Онуфрієм був призначений головним редактором офіційного сайту УПЦ МП.
9 листопада 2015 р., у день 400-річчя Київської духовної академії, рішенням Вченої ради Київської духовної академії і семінарії єпископу Клименту було присвоєне вчене звання професора.
Рішенням синоду РПЦ від 29 січня 2016 року (Журнал № 1) був призначений головою Синодального інформаційно-просвітницького відділу УПЦ.
Рішенням синоду РПЦ від 16 квітня 2016 року (Журнал № 26) був включений до числа членів Міжсоборної Присутності.
28 липня 2017 року, у День Хрещення Русі, за Божественною літургією у Києво-Печерській Лаврі був возведений у сан архієпископа.
21 грудня 2017 року призначений керуючим Ніжинською єпархією.
17 серпня 2019 року возведений в сан митрополита.
23 травня 2023 року призначений постійним членом Синоду УПЦ МП.

## Міжконфесійні погляди
У листопаді 2014 р. висловився різко проти Рівненського меморандуму про створення єдиної помісної Православної церкви в Україні, підписаного архієреями УПЦ МП Варфоломієм та Анатолієм.
9 грудня 2014 р. зустрівся з делегацією Бундестагу Німеччини, на якій оголосив про стан міжконфесійної ворожнечі, «спровокований схизматичними релігійними течіями та представниками радикал-націоналістичних партій, є серйозним викликом для перспективи європейської інтеграції України».
Климент представляв цю конфесію на офіційних заходах української влади, навіть якщо там був присутній Патріарх Філарет.
Митрополит Климент відкрито заявляв про «гоніння» на УПЦ МП зі сторони п'ятого президента України Петра Порошенка, патріарха Варфоломія і ПЦУ, а також прирівнює це до богоборства.

## Нагороди
- 2007 — Орден преподобного Нестора Літописця III ступеню
- 2012 — Орден святителя Петра Могили[17]